# بئر الهجيم
بئر الهُجَيْم، هي بئر أثرية، في المدينة المنورة، يعود تاريخها لما قبل عصر النبوة. وهي مجاورة لكل من مسجد العُصْبة (مسجد الهجيم) أحد المساجد التي صلَّى فيها الرسول ﷺ، ولقصر ابن ماه.
تقع في مِنطَقة العُصْبة منزل بني جَحْجَبا بن كُلْفة وهم بطن من الأوس، نزله المهاجرون الأوَّلون قبل مقدَم رسول الله صلى الله عليه وسلم إلى المدينة، وكان في العُصْبة أُطْمٌ لبني جَحْجَبا عُرف بأُطْم الهُجَيْم وإلى جواره بئر تُضاف إليه فيُقال بئر الهُجَيم، وذكرت المصادر التاريخية أن رسول الله صلى الله عليه وسلم صلَّى بالعُصْبة عند بئر الهجيم، والعُصْبة في غربيِّ مسجد قُباء فيها مزارعُ وآبارٌ كثيرة.

## الموقع
تقع في منطقة العُصْبة في قُباء جنوب غرب المسجد النبوي الشريف.

## ما ذكره المؤرخون
- قال السمهودي: بئر الهُجَيم بالجيم مصغَّرا وهو أُطْم بالعصبة.[1]
- ونقل العباسي: مسجد التوبة بالعصبة لبني جحجبا من الأوس عند بئرهم المسماة بالهجيم.[2]
- قال السمهودي: مسجد التوبة بالعصبة منازل بني جحجبا من بني عمرو بن عوف من الأوس- روى ابن زبالة عن أفلح بن سعد وغيره أن رسول الله ﷺ صلّى في مسجد التوبة بالعصبة ببئر هجيم، قال المطري: وليست بمعروفة اليوم، يعني البئر. والعصبة: في غربي مسجد قباء فيها مزارع وآبار كثيرة.

قلت: يستفاد مما ذكرناه في المنازل من أنهم ابتنوا أطما يقال له الهجيم عند المسجد الذي صلّى فيه النبي ﷺ أن بئر هجيم مضافة للأطم المذكور؛ فيطلب المسجد عند ذلك، وما علمت السبب في تسميته بمسجد التوبة.
مسجد النور- قال ابن زبالة: حدثنا محمد بن فضالة عن أبيه أن رسول الله ﷺ صلّى في موضع مسجد النور. قال المطري: ولا يعلم اليوم مكانه. قلت: وما علمت سبب تسميته بذلك، ورأيت الأسدي في منسكه ذكر في المساجد التي تزار في ناحية مسجد قباء مسجد النور، ثم ذكر في المساجد التي تزار بناحية المدينة وما حولها مسجد النور أيضا، ولعل هذا المسجد هو الموضع الذي انتهى إليه أسيد بن حضير وعباد بن بشر، وهما من بني عبد الأشهل، وكانا عند النبي ﷺ في ليلة ظلماء، فتحدثا عنده حتى إذا خرجا أضاءت لهما عصا أحدهما، فمشيا على ضوئها، فلما تفرق بهما الطريق أضاءت لكل واحد منهما عصاه فمشى في ضوئها، كما أخرجه البخاري؛ فيكون المسجد المذكور بدار بني عبد الأشهل. وروى أحمد برجال الصحيح حديث قتادة بن النعمان الظفري في إعطاء النبي ﷺ له العرجون في ليلة مظلمة فأضاء له من بين يديه عشرا ومن خلفه عشرا- الحديث. وروى أبو نعيم عن أنس رضي الله تعالى عنه أن رسول الله ﷺ وعمر رضي الله تعالى عنه سهرا عند أبي بكر الصديق رضي الله تعالى عنه يتحدثان عنده، حتى ذهب ثلث الليل، ثم خرجا وخرج أبو بكر رضي الله تعالى عنه معهما في ليلة مظلمة ومع أحدهما عصا، فجعلت تضئ لهما وعليها نور حتى بلغوا المنزل.

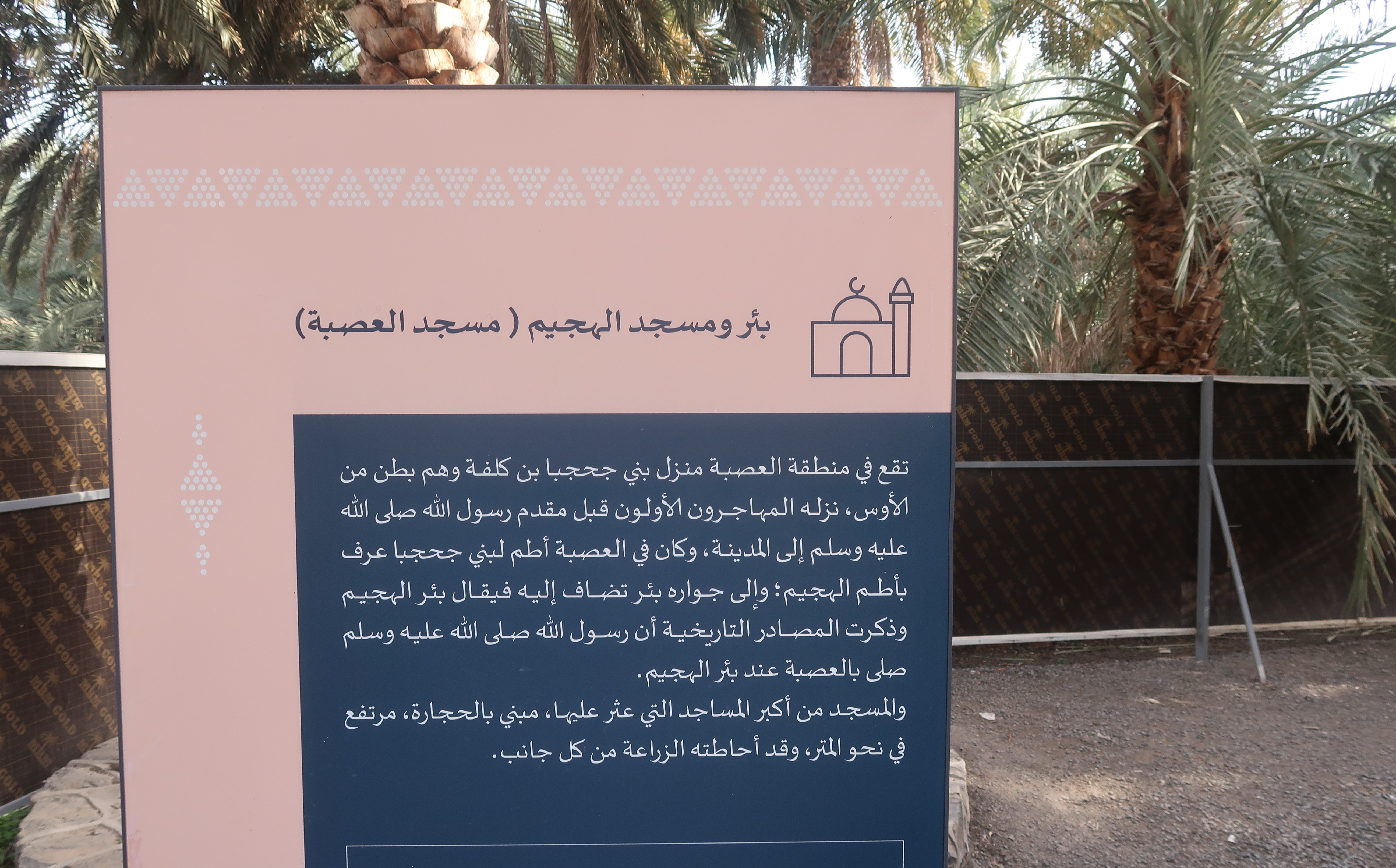
لوحة تعريف بمسجد العصبة وبئر الهُجَيْم في المدينة المنوَّرة